# Лип'ятин
Лип'я́тин — село в Україні, в Уланівській сільській громаді Хмільницького району Вінницької області. Населення становить 593 особи.
Назва походить від слова «липа» — за легендою близько 1703 року один пан посадив 5 лип — той рік і почали вважати датою створення села і саме від словосполучення слів «п'ять та липа» його і назвали Лип'ятин. До речі цього ж року було збудовано першу в селі, дерев'яну церкву Різдва Богородиці яка проіснувала до 1864 року.
Щодо лип то одна з них існувала й до 2009 року коли її зрізали електрики за наказом управительки місцевого будинку культури (клубу). Яка боялася що липа впаде на клуб, але після того як липу зрізали виявилося, що дерево цілком здорове та могло простояти ще не менше 300 років. А для жителів села це була єдина та найбільша пам'ятка, цій липі було 306 років в селі подейкують що краще б клуб перенесли ніж липу зрізали.
Саме село багате мальовничою природою, має великий ставок води якого впадають у річку Снивода що в свою чергу впадають через низку річок у чорне море. Також у селі існує свій співочий колектив який відомий в Україні — виступає на різного роду урочистих заходах бере участь у телевізійних передачах. Взагалі Лип'ятин — це село багате на працьовитих та дійсно талановитих людей загалом як і в багатьох інших українських селах.

## Відомі люди, що народилися в селі
- Кондратюк Василь Федорович (1926—1991) — український майстер художньої кераміки.
- Поліщук Микола Єфремович — нейрохірург, екс-міністр охорони здоров'я України, радник Президента України з питань медицини.
- Піскун Раїса Петрівна — доктор біологічних наук, професор, завідувачка кафедри медичної біології Вінницького національного медичного університету ім. М. І. Пирогова, заслужений працівник освіти України, лауреат Державної премії України в галузі науки і техніки.
- Шпиталенко Галина Андріївна — кандидат історичних наук, доцент кафедри управління персоналом і економіки праці Житомирського технічного університету.